# Donacia tenuipunctata
Espèce
Donacia tenuipunctata est une espèce fossile de coléoptères de la sous-famille Donaciinae (famille Chrysomelidae)..

## Classification
L'espèce Donacia tenuipunctata est décrite en 1935 par le paléontologue français Théobald (1903-1981),. 

### Fossile
L'holotype Theobald 12, de l'ère Cénozoïque, et de l'âge Gélasien (2,588 à 1,806 Ma) vient du lac Chambon dans le département du Puy-de-Dôme, en Auvergne. Cet holotype appartient à la collection personnelle de Nicolas Théobald.

### Confirmation du genre
L'espèce Donacia tenuipunctata est confirmée dans le genre par Jorge A. Santiago-Blay (d) en 1994. 

### Étymologie
L'épithète spécifique latin : tenuipunctata signifie « ponctué finement ».

## Description

### Caractères
« Est représenté par un élytre strié ponctué de forme allongée. Élytre légèrement bombé. Epipleure étroite, régulièrement développée. Côté antérieur droit. Scutellum petit. Bords presque parallèles, au début, se rapprochant progressivement à partir du milieu. Extrémité arrondie.
Surface ornée de stries ponctuées. Une striole scutellaire. Dix stries longitudinales. La 10e forme la strie marginale. La 6e reçoit la 5e vers le milieu, la 4e vers le tiers inférieur et se réunit à la 3e assez près du sommet. La 7e se perd un peu plus haut, les 8e et 2e, la 8e et la 1re semblent se réunir plus bas. ».

### Dimensions
Longueur : 5 mm ; largeur : 1,5 mm.

## Affinités
« Scudder décrit de la tourbe quaternaire de Hadley dans le Massachusetts un élytre de Donacia elongatula Scudder qui présente une ornementation très voisine et qui se place certainement dans la lignée de notre espèce. Il est de taille plus grande et mesure 7,5 mm ».

## Galerie
- Quelques espèces vivantes du genre Donacia.
- Donacia clavipes.
- Donacie du nénuphar (Donacia crassipes Fabricius, 1775).
- Donacia dentata Hoppe, 1795.
- Donacia palmata.

### Ouvrages
- [1994] (en) Jorge A. Santiago-Blay, Paleontology of leaf beetles. Novel Aspects of the Biology of Chrysomelidae, 1994, 1-68 p.

### Publication originale
- [1935] Nicolas Théobald, Taxonomic names, in La faune entomologique des gisements Mio-Pliocènes du Massif Central, vol. (N. S.) 1, coll. « Revue des Sciences Naturelles d'Auvergne », 1935, 65-104 p. (DOI 10.5281/ZENODO.25694)